# Manu Ginóbili
Emanuel David "Manu" Ginóbili, född 28 juli 1977 i Bahía Blanca, Argentina, är en argentinsk basketspelare. Emanuel Ginóbili spelar för San Antonio Spurs i NBA som shooting guard. Han har varit med och vunnit NBA fyra gånger: (2003, 2005, 2007, 2014).
Manu Ginobili har en gedigen meritlista bakom sig. 
Utöver sina fyra NBA-mästerskap har han bland annat röstats fram till NBA:s All Star-match två gånger (2004 & 2011) och vunnit pris som NBA Sixth Man Of The Year (2008).
Han kom till NBA 2002, vald som nummer 27 i den andra rundan i draften (57 totalt) av San Antonio Spurs.

## Olympisk karriär
Emanuel Ginóbili tog OS-brons i basket 2008 i Peking. Detta var Argentinas andra medalj i herrbasket vid olympiska sommarspelen, efter guldet 2004 i Aten, där Ginóbili också deltog.